# Hijackers Bike Park

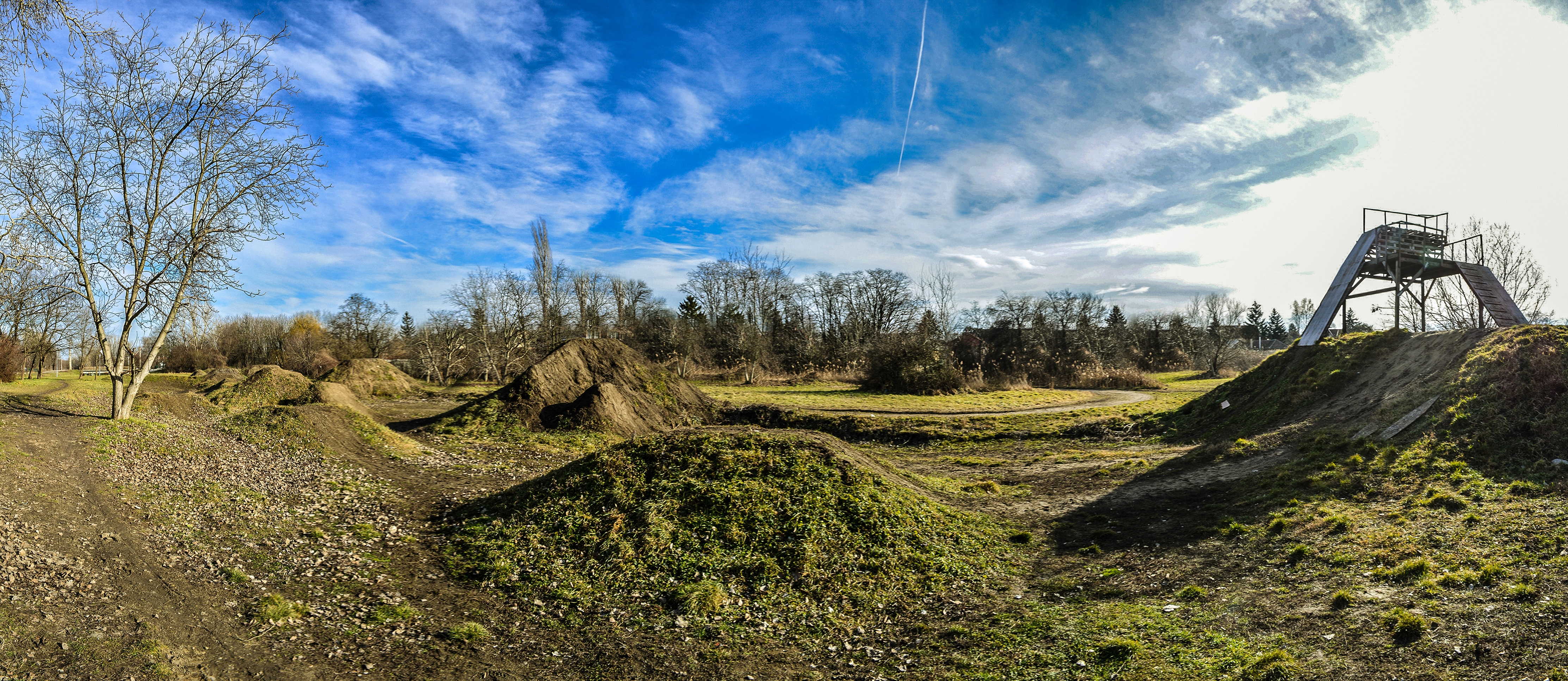
A HiJackers Bike Park területe 2016 februárjában.

A HiJackers Bike Park Budapest keleti régiójának egyik legfiatalabb és egyben a legnagyobb "dirt" bringaparkja a XVII. kerületben, Rákoscsabán. A parkot azzal a céllal hozták létre 2013-ban helyi fiatalok, hogy legálisan űzhessék a dirt jumpingnak nevezett sportot, amiben földből épített rámpákon ugratnak, és repülés közben trükköket mutatnak be, amit egy zsűri értékel.

## Története

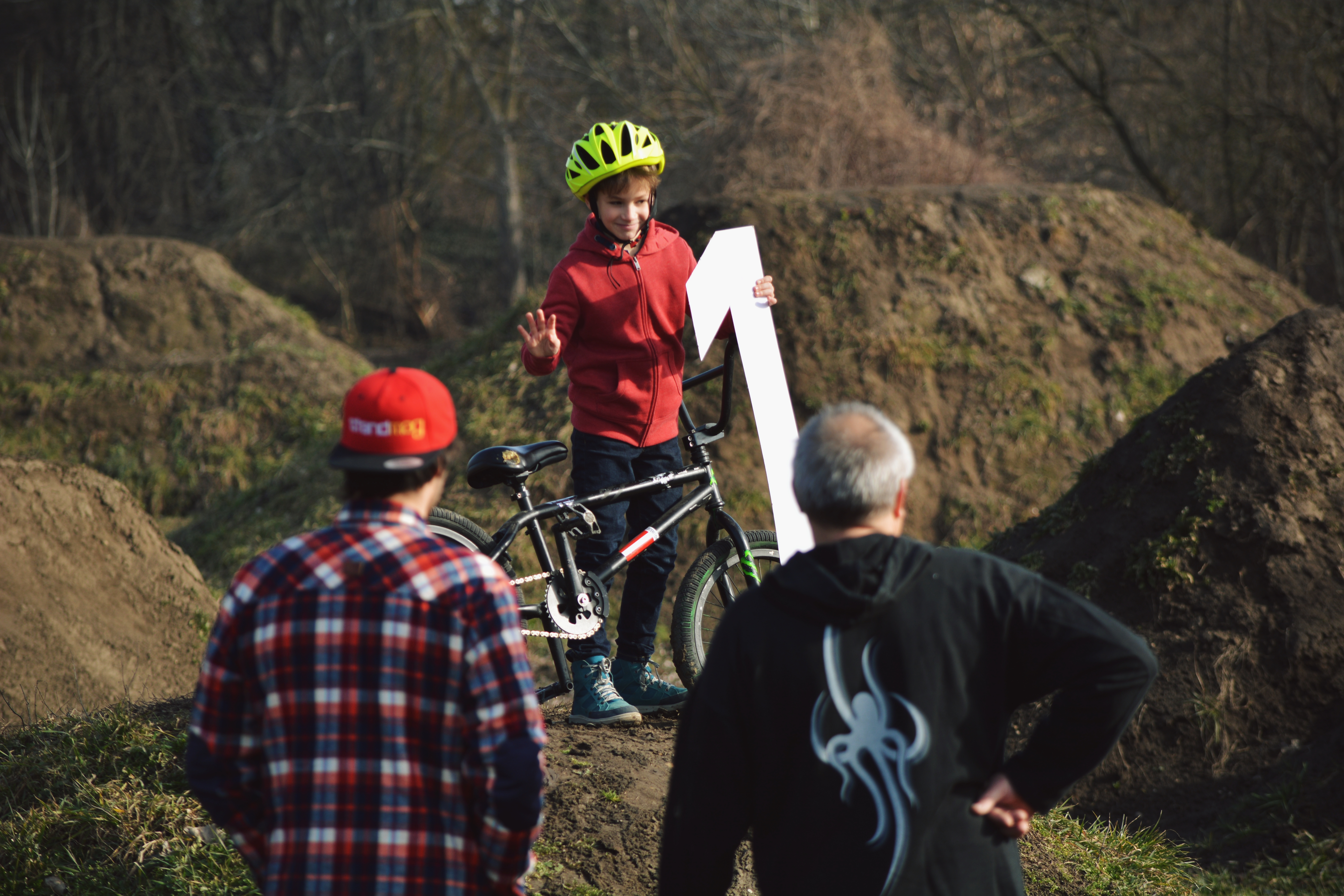
Adománygyűjtő videó forgatás közben, a bringaparkban.

2013-ban néhány rákosmenti fiatal úgy döntött, hogy szeretnék végre egy legális helyszínen űzni a kedvenc sportjukat. A fiatalok felkeresték a Rákosmenti Testedző Kört (RTK), valamint a Kölyökkaland Alapítványt – akik felkarolták a kezdeményezést és összefogtak a fiatalokkal, akik önkéntesen nekiláttak a Nyilas-tábla – Dunaszeg utca – Szabadság sugárút – Rákos-patak által határolt parlagon álló terület átalakításának.
A közel egy hektáros terület több, mint 20%-án elterülő pálya 2013 júniusában hivatalosan is megnyitotta a kapuit. A fiatalok innentől kezdve hódolhattak végre a szenvedélyüknek és számos nyílt napot is tartottak azoknak, akik érdeklődnek a sport iránt.

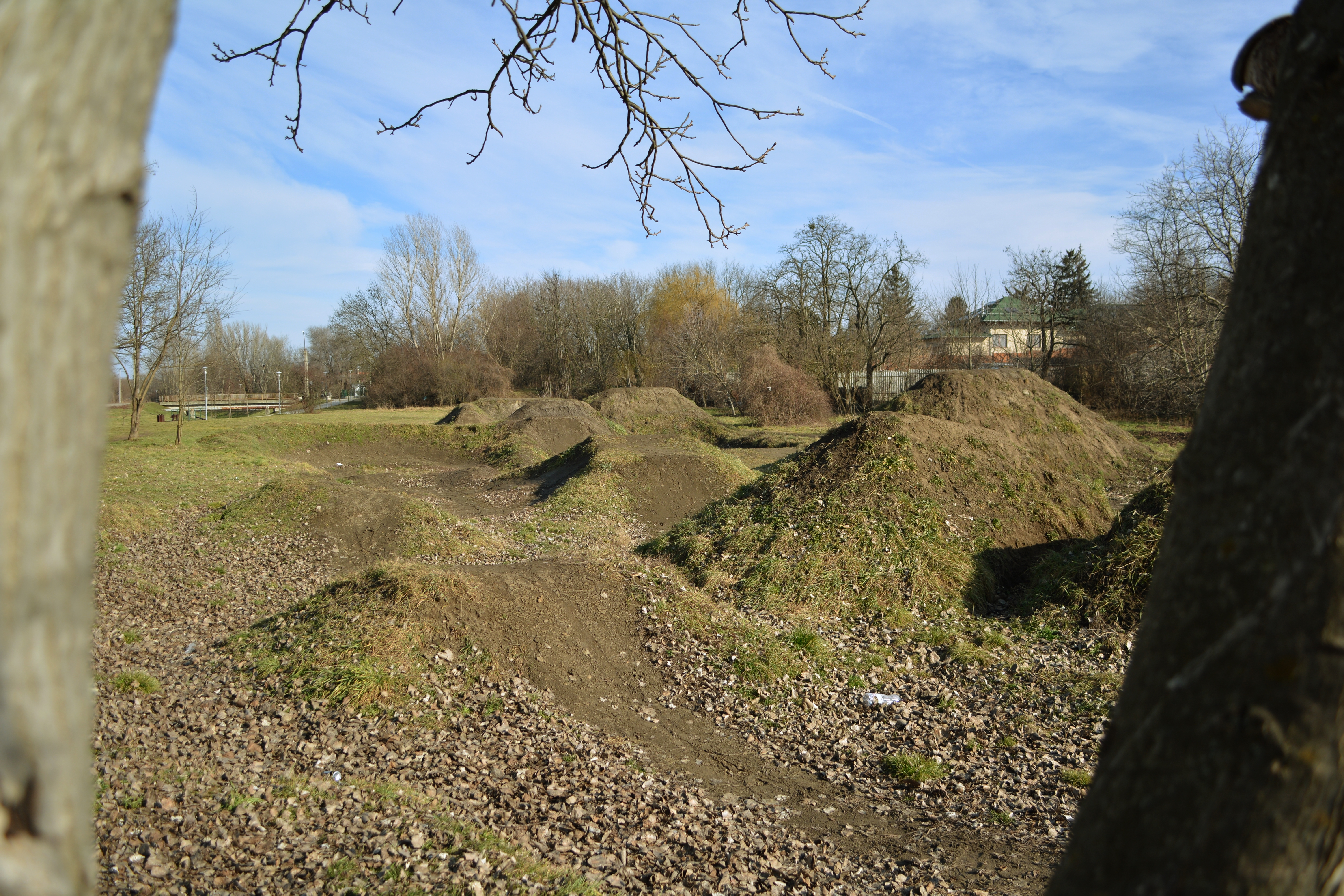
Részlet a bringaparkból.

A Hijackers Bike Park életében a következő mérföldkövet az első Hijackers Dirt Jam jelentette, amit 2014. szeptember 27-én, több tucat lelkes versenyző, valamint több száz érdeklődő jelenlétében rendeztek meg. Később, 2015. szeptember 5-én megrendezésre került a második Hijackers Dirt Jam, amit ugyan az esős időjárás majdnem elmosott, de az időjárási viszontagságok ellenére is nagyon sokan kilátogattak az eseményre.
A fiatalok 2016-ban elhatározták, hogy a nagy pálya mellett szeretnék megépíteni a pump track pályát is, aminek kialakítása azóta is várat magára. Ez nem nagy ugratókat jelent, hanem kis hullámokat, fordulókat, ami ideális gyakorlásra, versenyzésre.

## Közlekedés
A bringapark a Rákos-patak-menti kerékpárút mellett található, így kerékpárral, gördeszkával, vagy más guruló eszközzel könnyen megközelíthető. A közelében található a hatvani vasútvonal Rákoscsaba-Újtelep nevű megállóhelye, ahol a Keleti pályaudvar és Hatvan között közlekedő S80-as jelzésű személyvonat áll meg. BKV-val az Örs vezér tere felől a 161-es, 169E; 176E buszokkal, Kőbánya-Kispestről a 98-as, 162-es, 201E, 262-es, Pécelről a 169E jelzésű járattal érhető el a parkhoz legközelebbi buszmegálló. A 990-es éjszakai busznak szintén van a közelben megállója.